# Justina Szilágyi
Justina Szilágyi de Horogszeg (en húngaro: Horogszegi Szilágyi Jusztina; antes de 1455-1497) fue una noble húngara, que se convirtió en la segunda esposa de Vlad Tepes, príncipe de Valaquia. Era hija de Ladislao u Osvát Szilágyi y, por lo tanto, prima de Matías Corvino, rey de Hungría. Corvino la dio por primera vez en matrimonio a Wenceslao Pongrác de Szentmiklós. Pongrác había heredado propiedades en la Alta Hungría (actual Eslovaquia), pero se vio obligado a renunciar a ellas a cambio de la propiedad de la tierra que él y Justina recibieron conjuntamente en Transilvania después de su matrimonio.  Después de la muerte de Pongrác en 1474, la viuda Justina se casó con Vlad, a quien Corvinus reconoció como verdadero príncipe de Valaquia en 1475. Vlad se apoderó de Valaquia a fines de 1476, pero pronto fue asesinado. Para fortalecer su reclamo sobre sus propiedades de Transilvania, se casó con Pablo Suki, quien estaba relacionado con los antiguos dueños de esos territorios. Después de la muerte de Suki, en 1479, Justina se casó con Juan Erdélyi de Somkerék, hasta su muerte en 1497.